# Dorstenia albertii
Dorstenia albertii là một loài thực vật có hoa trong họ Moraceae. Loài này được Carauta, C.Valente & Sucre mô tả khoa học đầu tiên năm 1974.